# Willy T. Ribbs
William „Willy” Theodore Ribbs Jr. (ur. 3 stycznia 1955 roku w San José) – amerykański kierowca wyścigowy.

## Życiorys
Ribbs rozpoczął karierę w międzynarodowych wyścigach samochodowych w 1978 roku od startów w Atlantic Championship. Z dorobkiem jednego punktu został sklasyfikowany na 36 pozycji w końcowej klasyfikacji kierowców. W późniejszym okresie Amerykanin pojawiał się także w stawce IMSA GTU Championship, CART Indy Car World Series, Indianapolis 500, IMSA Camel GTO, NASCAR Winston Cup, IMSA Camel GTP Championship, SCCA Tide Trans-Am Tour, Indy Racing League, NASCAR Truck Series oraz Indy Lights.
W CART Indy Car World Series Ribbs startował w latach 1984-1985, 1990-1994. Najlepszy wynik Amerykanin osiągnął w 1991 roku, kiedy uzbierane siedemnaście punktów dało mu siedemnaste miejsce w klasyfikacji generalnej.
Był pierwszym czarnoskórym kierowcą, który testował samochód Formuły 1 (Brabhama-BMW na torze Estoril w 1986 roku).